# Миодраг Милојковић
Миодраг Милојковић (Књажевац, 1921. — Књажевац, 16. јануар 1998.) је био локална медијска личност из Књажевца, познат по сакупљању прича и казивања књажевачког краја, које је препричавао у емисијама Радија Књажевац. Припремао је књигу о својој збирци, али није успео да објави за свог живота. 

## Биографија
Милојковић је рођен 1921. године у Књажевцу, од мајке Лепосаве и оца Велимира Милојковића, кафеџије, где је и провео цео свој живот. У детињству, док је помагао оцу у кафани, слушао је занимљиве приче, вицеве и анегдоте тадашњег Књажевца. По нарави шаљивџија, и са̂м је био учесник неких од прича. 
Радни век је провео у Јавном тужилаштву у Књажевцу и Пољопривредном комбинату Џервин. По пензионисању, посветио се скупљању прича и анегдота. Умро је 16. јануара 1998. године и сахрањен у родном граду, не дочекавши да своје записе виде сабране у књигу. 

## Бибилиографија
Милојковићева једина књига је објављена постхумно.
- Књажевачком чаршијом. Књажевац: Дом културе Књажевац. 2005. ISBN 86-903069-4-3.  124836876.